# Жуэ-сюр-Эрдр
Жуэ́-сюр-Эрдр (фр. Joué-sur-Erdre) — коммуна на западе Франции, находится в регионе Пеи-де-ла-Луар, департамент Атлантическая Луара, округ Шатобриан-Ансени, кантон Нор-сюр-Эрдр. Расположена в 36 км к северу от Нанта и в 68 км к западу от Анже, в 19 км от автомагистрали А11, на берегах реки Эрдр. 
Население (2017) — 2 482 человека.

## Достопримечательности
- Замок Люсиньер[фр.] (XVII век). Исторический памятник с 1985 года[1]
- Церковь Святого Леодегария (Леже) конца XIX века
- Церковь Нотр-Дам-де-Лангер начала XX века

## Экономика
Структура занятости населения:
- сельское хозяйство — 14,1 %
- промышленность — 3,6 %
- строительство — 9,7 %
- торговля, транспорт и сфера услуг — 25,6 %
- государственные и муниципальные службы — 47,0 %

Уровень безработицы (2017 год) — 10,9 % (Франция в целом — 13,4 %, департамент Атлантическая Луара — 11,6 %). 

Среднегодовой доход на 1 человека, евро (2017 год) — 19 930 (Франция в целом — 21 110, департамент Атлантическая Луара — 21 910).
В 2010 году среди 1299 человек трудоспособного возраста (15-64 лет) 1004 были экономически активными, 295 — неактивными (показатель активности — 77,3 %, в 1999 году было 67,6 %). Из 1004 активных жителей работали 927 человек (501 мужчина и 426 женщин), безработных было 77 (43 мужчины и 34 женщины). Среди 295 неактивных 78 человек были учениками или студентами, 138 — пенсионерами, 79 были неактивными по другим причинам.

## Население
Население коммуны на 2017 год составляло 2 482 человека.
| 1962 | 1968 | 1975 | 1982 | 1990 | 1999 | 2010 | 2017 |
| ---- | ---- | ---- | ---- | ---- | ---- | ---- | ---- |
| 2009 | 1882 | 1724 | 1764 | 1740 | 1690 | 2163 | 2482 |

## Администрация
| Период | Период | Фамилия                      | Партия                                       | Примечания                            |
| ------ | ------ | ---------------------------- | -------------------------------------------- | ------------------------------------- |
| 1953   | 1975   | Ив Ле-Галес де Мезобран      | Независимые республиканцы                    |                                       |
| 1975   | 2001   | Изабель Ле-Галес де Мезобран | Разные правые                                | член Генерального совета департамента |
| 2001   | 2008   | Эрве Любер                   | Разные правые                                |                                       |
| 2008   |        | Жан-Пьер Беллей              | Разные правые, Союз демократов и независимых | фермер                                |

## Галерея
- Церковь Нотр-Дам-де-Лангер
- Плотина Вьоро
- Озеро Вьоро
- Замок Люсиньер